# اللغة المايثيلية
اللغة المايثيلية (المايثيلية: मैथिली, رومنة: Maithili) يتحدث بها سكان إقليم مايثيلا في نيبال وإقليم مايثيلا في الهند. ويقطن المتحدثون الأصليون بها في جنوب شرق نيبال وبيهار وجهارخند (Jharkhand) وأجزاء من بنغال الغربية. وتتمثل المراكز الثقافية واللغوية للغة المايثيلية في بيهار في مقاطعة مادهوبانى (Madhubani) ومادهيبورا (Madhepura) وسوبول (Supaul) وأراريا (Araria) وداربهانجا (http://translation.sensagent.com/Darbhanga/en-ar/) وسيتإمارة ي (Sitamarhi) وساهارسا (Saharsa) وبيجوساري (Begusarai) ومظفربور (Muzaffarpur) وشيوهار (Sheohar) وساماستيبور (Samastipur) وفايشالي (Vaishali) وبورنيا (Purnia) وكاتيهار (Katihar) وكيشانجانج (Kishanganj) أراريا (Araria) بهاجالبور (بهاجالبور) ومونجر (Munger) ولاخيساري (Lakhisarai) وشيخبورا (Sheikhpura) وبانكا (Banka) وجاموي (Jamui). وفي جهارخاند، يتحدث بها سكان مقاطعات دوغار ودومكا وجودا وباكور وساهيبجانج (Sahebganj) وجامتارا (Jamtara). ويتحدث اللغة المايثيلية أيضًا سكان منطقة تيراي (Terai) في نيبال, ويتركزون في منطقة ناراياني ومنطقة جاناكبور ومنطقة كوشي (Koshi•Zone) ومنطقة ساجارماثا (Sagarmatha Zone) في نيبال.
وهي ثاني أكثر اللغات انتشارًا في نيبال (12% تقريبًا).
ويصنفها اللغويون بأنها تتبع اللغات الهندوآرية، التي تعد هي الأخرى أحد أفرع اللغات الهندوأوروبية. وتطورت اللغات الهندوآرية القديمة (من 2500 ق.م. إلى 500 ق.م.) من السنسكريتية الفيدية إلى السنسكريتية اللوكية. وتطورت اللغات الهندوآرية الوسطى (من 500 ق.م. إلى 100 م) من البالية (البالية) (البراكريتية القديمة، من 500 ق.م. إلى 100 ق.م.) إلى البراكريتية (البراكريتية الوسطى، 100 ق.م. إلى 500 ب.م.) والأبهرامشية (Apbhramsha) (البراكريتية الحديثة، 500 ب.م. إلى 900 م.) والأفهاتية (براكريتية إقليمية حديثة، 900 م. إلى 1100 م.). ونشأت اللغة المايثيلثية (1000 م.) من البراكريتية المجادية الحديثة ومقابلتها الأفهاتية الميثيلية. ولا تزال تصنف ضمن اللغات الهندوآرية الحديثة (منذ عام 1000 م. وإلى يومنا هذا). ويرى اللغويون أن المايثيلية هي لغة هندوآرية شرقية.
ويتحدث 12.179.122 شخصًا باللغة المايثيلية في الهند وفقًا للإحصاء السكاني لسنة 2001. ويبلغ عدد الناطقين باللغة المايثيلية 35 مليون (2000) متحدث أصلي في العالم. وفي سنة 2003، ضُمت المايثيلية إلى الملحق الثامن من الدستور الهندي، والذي ينص على السماح لهذه اللغة باستخدامها في التعليم والحكم وغيرها من المستويات الرسمية. وتتميز اللغة الميثيلية بثراء تراثها الأدبي والثقافي.
وظهر أول كتاب عن قواعد اللغة المايثيلية سنة 1880-1881. ونشر أي إف رودولف هورنلي كتابه عن قواعد الهندية الشرقية في لندن سنة 1880 وقارنها بلغات الجوديان الأخرى. وفي هذه القواعد، قرر الدكتور هورنلي أن المايثيلية لهجة مستقلة عن الهندية. واستطاع وضع نماذج لبعض الأنماط النحوية ولكن لم تنشر مواد مطبوعة بعد ذلك. أدت الأخطاء التصنيفية التي وقع فيها اللغويون الأوائل إلى اختلاف السياسات اللغوية فيما يتعلق بالمايثيلية. فهناك بيمز (Beames) (طبع 1872/أعيد طباعته 1966: ص 84-85) الذي عد المايثيلية ضمن اللهجات البنغالية. وعلى الجانب الآخر نجد جريرسون (Grierson) الذي اعتمد مصطلح «بيهارية» للإشارة إلى اللغة المستخدمة في بيهار، وكان هذا هو بداية ظهور هذا الاسم المغلوط بدلاً من المايثيلية.
وتشتق المايثيلية من الأفهاتية - الأبابهرامشا الميثيلية (Maithil Apabhramsha) - المشتقة من الأبابهرامشا الماجادية (Magadhi Apbhramsha).
وكانت اللغة المايثيلية تكتب بالخط المايثيلي (يطلق عليه أيضًا تيرهوتا (Tirhuta) أي ميثيلاكشار) والخط الكايثي (Kaithi). وأقرت اللجنة الفنية للترميز الموحد التابعة للمنظمة الدولية للمعايير رموز الخط الكايثي والتيرهوتي. وفي هذه الأيام يكثر استخدام الخط الديفاناغاري. وتجري الآن محاولات جادّة للحفاظ على الخط المايثيلي وتطويره للاستخدام في الوسائط الرقمية من خلال ترميز الخط في يونيكود قياسي كان قدم به أنشومان باندي مقترحات (وافقت عليها اللجنة الفنية للترميز الموحد التابعة للمنظمة الدولية للمعايير).
والمصطلح مايثيلي مشتق من مايثيلا التي كانت ولاية مستقلة في العصور القديمة. وتحتل المايثيلا مكانة سامية في الأساطير الهندوسية إذ إنها تعد مسقط رأس الإلهة سيتا (Sita) - ابنة الملك جاناك ملك ميثيلا - التي تزوجت في النهاية من الإله راما (Rama).
وأشهر الشخصيات الأدبية في اللغة الميثيلية هو الشاعر فيدياباتي (Vidyapati) (ولد 1350 وتوفي 1450) الذي كتب قصائده بلغة الشعب (أي بالمايثيلية) في زمن كانت اللغة الرسمية هي السنسكريتية وكانت السنسكريتية لا تزال تستخدم في اللغة الأدبية. ثم شاع استخدام المايثيلية بدلاً من السنسكريتية في الأدب وانتشرت بعد فيدياباتي.